# Pseudopoda longiuscula
Espèce
Pseudopoda longiuscula est une espèce d'araignées aranéomorphes de la famille des Sparassidae.

## Distribution
Cette espèce est endémique du Yunnan en Chine,. Elle se rencontre à Dali, à Baoshan et dans la préfecture de Nujiang.

## Description
Les mâles mesurent de 7,9 à 9,2 mm et les femelles de 10,8 à 12,3 mm.

## Systématique et taxinomie
Cette espèce a été décrite par Zhang, Jäger et Liu en 2023.

## Publication originale
- Zhang, Zhu, Zhong, Jäger & Liu, 2023 : « A taxonomic revision of the spider genus Pseudopoda Jäger, 2000 (Araneae: Sparassidae) from East, South and Southeast Asia. » Megataxa, vol. 9, no 1, p. 1-304.